# 418 TCN
418 TCN là một năm trong lịch La Mã.